# Baja-Dunapart vasútállomás
Baja-Dunapart vasútállomás a MÁV vasútállomása a Bács-Kiskun vármegyei Baja városban. A vasútállomást a MÁV 154M számú Baja-Dunapart vontatóvágánya, hivatalosan Baja–Baja-Dunapart-vasútvonal érinti.

## Története
Az állomást a második világháború idején építették akkor, amikor a bajai Duna-hídatfelrobbantották.
Az utasoknak ekkor itt kellett leszállniuk a vonatról, és komppal átmenni a túlpartra.
Miután a hidat újraépítették, a vonatok újra a normális nyomvonalon közlekedhettek, de így az állomásra már nem volt szükség.

## Forgalom
Ma személyforgalom nincs, a tehervonatok a Dunahíd melletti kiágazó vágányon keresztül jutnak le az állomásra és a kikötőbe. A tehervonatok által Bajára hozott szállítmányok egy részét (főleg gabonát és fát) hozzák ide és rakodják át a teherhajókra.

## Megközelítés
Az állomás autóval a IV. Károly rakpartról érhető el.